# Cangakan (Kasreman)
Cangakan is een bestuurslaag in het regentschap Ngawi van de provincie Oost-Java, Indonesië. Cangakan telt 2267 inwoners (volkstelling 2010).